# オキサンドロロン
オキサンドロロン（Oxandrolone）は、オキサンドリン（Oxandrin）などの商品名で販売されているアンドロゲンとアナボリックステロイド（AAS）で製造されている医薬品である。体重が減少中の人に体重増加を促進させるために用いられたり、長期間の副腎皮質ホルモンによるタンパク質分解を妨ぐために用いられたり、骨粗鬆症による骨の痛みに用いられたりする。投与法は経口である。
一般的な副作用には、肝臓の問題と脂質異常がなどがあげられる。この他の副作用には、心不全、濫用、ニキビ、 多毛症、変声などがあげられる。妊娠中の人への使用は胎児に悪影響を与える場合がある。オキサンドロロンは、テストステロンの生物学的標的であり、アンドロゲン受容体（AR）を活性化させる。アンドロゲンよりもアナボリックに影響する。
オキサンドロロンは、1964年に米国で医薬品としての使用が許可された。英国の医療機関では入手できない。2020年の米国での価格は1錠10mgが60錠で284米ドルである。体形や運動能力の向上に使用することは不適切である。多くの国では、規制物質に指定されており医薬品外の使用は違法である。